# Allan Folsom
Allan Reed Folsom (ur. 9 grudnia 1941 w Orlando, zm. 16 maja 2014 w Santa Barbara) – amerykański pisarz i scenarzysta.
Wychował się w Bostonie w Stanach Zjednoczonych. W 1963 roku pracował jako operator kamery, montażysta, scenarzysta i producent w Kalifornii. Potem pisał skrypty do seriali i filmów. Jego pierwsza powieść, Pojutrze, zadebiutowała na 3. miejscu listy bestsellerów The New York Timesa.
Mieszkał z rodziną w Santa Barbara w stanie Kalifornia. Zmarł w wieku 72 lat. Przyczyną śmierci był czerniak złośliwy.

## Publikacje
- Pojutrze (2005) (The Day After Tomorrow, 1994)
- Dzień spowiedzi (1999) (Day of Confession, 1998)
- Tożsamość (2005) (Exile, 2004)
- Traktat Machiavellego (2009) (The Machiavelli Covenant, 2006)
- Memorandum Hadriana (2012) (The Hadrian Memorandum, 2009)